# Крістіна Річчі
Крісті́на Рі́ччі (англ. Christina Ricci; нар. 12 лютого 1980, Санта-Моніка, Каліфорнія) — американська акторка. Відома тим, що грає моторошних персонажів, знімається переважно в незалежних постановках, але також з'являлася в численних касових хітах. Була номінована на премії «Золотий глобус», «Гільдія кіноакторів» і «Праймтайм Еммі».
Річчі дебютувала в кіно у дев'ятирічному віці, у фільмі «Русалки», невдовзі після цього, вона отримала роль, яка зробила її відомою — Венздей Аддамс у фільмах «Сімейка Аддамсів» та «Моральні цінності сімейки Адамсів». Подальші ролі у фільмах «Каспер» і «Зараз і тоді» зробили її кумиром підлітків.  У 17 років вона перейшла до ролей дорослого плану. Першим таким фільмом став «Крижана буря», після цього отримала ролі в кількох незалежних фільмах, таких як «Буффало-66», «Протилежність сексу», «Пекер», «Нація прозаку», «Гарбуз» та «Монстр». Вона також знялася у фільмах «200 цигарок», «Сонна лощина», «Що завгодно», «Перевертні», «Пенелопа» і «Спіді Гонщик». У 2021 році вона зіграла другорядну роль в «Матриця: Воскресіння».
На телебаченні Річчі з'явилася в ролі Лізи Бамп в останньому сезоні «Еллі Мак-Біл» та зіграла другорядну роль в «Анатомія Грей» у 2006 році, за яку була номінована на премію «Еммі» як найкраща запрошена акторка. Вона також зіграла головну роль у серіалі ABC «Pan Am», а також продюсувала та зіграла головну роль у серіалах «Хроніки Ліззі Борден» та «Z: Початок усього». У 2021 році Річчі почала грати Місті Квіглі в серіалі «Шершні» від Showtime, за яку вона отримала другу номінацію на «Еммі», цього разу за найкращу жіночу роль другого плану. 2022 року вона з'явилася в ролі Мерилін Торнхілл у серіалі «Венздей» від Netflix.
У 2010 році Річчі дебютувала в Бродвейському театрі у виставі «Час зупиняється». Вона є національним представником організації Національної мережі протидії зґвалтувань, насильства та інцесту. У 2021 році вона вийшла заміж за перукаря Марка Хемптона, у пари двоє дітей.

## Раннє життя
Крістіна Річчі народилася в Санта-Моніці, Каліфорнія. Вона молодша з чотирьох дітей Сари та Ральфа Річчі. Її мати працювала моделлю в агентстві Ford у 1960-х роках, а пізніше стала агентом з нерухомості. Батько ж мав дуже різноманітний кар'єрний досвід, він працював вчителем фізкультури, юристом, консультантом з питань наркотиків і психотерапевтом. Сама про себе, Річчі зазначає, що має італійське, ірландське, англійське та шотландське походження.
Сім'я Річчі переїхала в Монтклер, Нью-Джерсі, де вона виросла. Там вона відвідувала початкову школу Еджмонт, середню школу Гленфілд, середню школу Монтклер і школу Моррістаун-Берд. Пізніше відвідувала професійну дитячу школу в Нью-Йорку. Має двох старших братів Рафаеля і Данте, а також сестру — Пію. Коли Річчі була ще дитиною, її батьки розлучилися.

## Кар'єра

### 1990—1996: «Каспер» та дитяча слава
Коли Крістіні було вісім років, вона знялася в шкільній постановці «Дванадцять днів Різдва». де на неї звернув увагу місцевий театральний критик. Спочатку на роль обрали іншу дитину, але Річчі розробила план, як забезпечити собі цю роль: вона знущалася над своєю суперницею і провокувала її довівши ситуацію до того, що суперниця її вдарила і коли всі про це дізналися, Крістіна отримала роль замість неї. Вона згадувала: «Я завжди була амбітною особою. Мені здається, що це було вперше, коли ця особа підняла свою потворну голову». Незабаром після цього вона знялася в парі рекламних роликів в «Суботнього вечора в прямому ефірі».
Дебют Річчі на великому екрані відбувся у фільмі «Русалки», де вона зіграла роль Кейт Флекс, молодшу сестру Шарлотти (Вайнона Райдер) і наймолодшу доньку Рейчел (Шер). Вона також знялася — разом зі своїми колегами — у музичному кліпі «The Shoop Shoop Song», який став саундтреком фільму. Наступного року Річчі з'явилася в образі Венздей Аддамс у фільмі «Родина Аддамсів», великобюджетній адаптації однойменного мультфільму Баррі Зонненфельда. Вона повторила роль у сиквелі 1993 року «Моральні цінності сімейки Адамсів». Обидва фільми були успішними і прибутковими, зібравши понад 300 мільйонів доларів США.
У 1995 році вона зіграла разом з Біллом Пуллманом і Кеті Моріарті в екранізації «Каспер». У цьому фільмі вона вперше зіграла головну роль. «Каспер» отримав неоднозначні відгуки, але був восьмим за найкасовішим випуском 1995 року. Того ж року Річчі знялась разом з Анною Кламскі в дитячому пригодницькому фільмі «Золотошукачі: Таємниця Ведмежої гори». Потім Річчі зіграла роль другого плану у фільмі «Бастард з Кароліни», режисерському дебюті Анжеліки Г'юстон, з якою вона раніше працювала над фільмами «Родина Адамсів». Фільм, заснований на напівавтобіографічному романі Дороті Еллісон.

### 1997—2004: Перехід до дорослих ролей і визнання критиків
У 1997 році Річчі зіграла головну роль у римейку фільму «Той проклятий кіт», який мав помірний успіх у прокаті. Пізніше того ж року вона перейшла до ролей дорослого плану. Це була роль Венді Гуд у художньому фільмі Енга Лі «Крижана буря», який отримав схвалення від критиків. Спочатку цю роль отримала Наталі Портман, яка відмовилася, оскільки її батьки вирішили, що матеріал був надто провокаційним. У своїй рецензії для Rolling Stone Пітер Треверс писав: 
«Погляд на юних зірок [фільму]… які граються одне з одним може шокувати скромників 90-х, але Лі вміло впорався з цими моментами, використовуючи іронічний гумор та співчуття… Підлітки з акторського складу пишаються своїми персонажами, особливо виділяється Річчі. Її дивовижна смішна та зворушлива гра, що відображає непокору та розгубленість, які приходять з підлітковим віком, є вінцем фільму».
Річчі ненадовго з'явилася в неординарному дорожному фільмі Террі Ґілліама «Страх і огида в Лас-Вегасі», який став її першою співпрацею з Джонні Деппом. Того ж року вона зіграла головні ролі в трьох незалежних повнометражних фільмах: «Буффало-66», сатирична комедія Джон Вотерс «Пекер», де вона зіграла запеклу подругу Едварда Ферлонга; а потім похмура драма Дона Руса «Протилежність сексу», де вона зіграла роль злої, маніпулятивної Діде. За останню Річчі отримала визнання критиків і була номінована на «Золотий глобус» як найкраща акторка. Тодд Маккарті з Вараєті описав її як «неймовірно смішну» і вважав, що вона веде свій діалог із «майстерністю перспективної Бетті Девіс».
| Коли я була молодше, то говорила багато дивних речей, які ґрунтувалися на тому, що я усвідомлю, наскільки це дивно. Люди ставили мені запитання, а я думала: «Мені 17! Мені нічого сказати цінного. Я ще не прожила життя; я не можу сказати вам, як я ставлюся до того чи іншого. Не питайте моєї думки про щось». Я маю на увазі, що вони запитували мене про жіночі проблеми та індустрію. Я поняття не мала. Я не знала, що їм сказати, тому казала щось огидне. Або намагалася бути смішною. Це перетворилося на незручні ситуації.Оригінальний текст (англ.) When I was younger, a lot of the strange things I said were based on the fact that I was so aware of how weird it was. People were asking me questions and I was like: I'm 17! I have nothing of value to add. I haven't lived a life yet; I can't tell you how I feel about this or that. Don't ask me my opinions on thing. I mean, they would ask me about women's issues, and the industry. I had no idea. I didn't know what to tell them, so I would say something obnoxious. Or try to be funny. It turned into an awkward mess. Річчі про те, що їй було важко мати справу з журналістами на початку її кар'єри, 2011 рік[10] |
У 1999 році Річчі вдруге знялась разом з Джонні Деппом у готичному фентезі-фільмі жахів Тіма Бертона «Сонна лощина». Фільм мав успіх як серед критиків, та і в комерційному плані, того року Річчі отримала премію «Сатурн» за найкращу жіночу роль. 4 грудня 1999 року Річчі з'явився як запрошена ведуча шоу «Суботнього вечора в прямому ефірі» і виконала пародії на Брітні Спірс та сестер-близнючок Олсен. Серед інших появ у фільмах приблизно в цей час були комедія напередодні Нового року «200 цигарок»; фільм жахів «Благословіть дитину», де вона зіграла наркозалежну молодшу сестру Кім Бейсінгер; «Людина, яка плакала», де вона знову знялася разом із Деппом. Це була роль єврейської дівчини, яка втекла з СРСР. Критик Елвіс Мітчелл описав її згру в останньому як «захоплюючу». У 2001 році Річчі виступила хедлайнером «Нації прозаку», драми, заснованої на бестселері мемуарів Елізабет Вюрцель. Фільм—перший виступ Річчі як продюсерки —отримав неоднозначні відгуки.

Наступною роллю Річчі стала драма «Проєкт Ларамі», заснована на вбивстві Метью Шепарда. Прем'єра фільму відбулася на HBO в 2002 році; TV Guide Метт Роуш високо оцінив гру акторів, зазначивши, що аналіз гомофобії у фільмі може «просвітити» глядачів. Пізніше того ж року вона знялася разом з Кайлом Маклакленом у комедійному британському трилері «Міранда» та зіграла другорядну роль у п'ятому й останньому сезоні «Еллі Мак-Біл». Вона зіграла у семи епізодах ролі адвоката Лізи Бамп. Вона була продюсером фільму «Гарбуз», де вона також знімалась. У своїй рецензії для The Chicago Sun-Times Роджер Еберт писав: «„Гарбуз“ живий, він ризикує та використовує злобне лезо сатири, щоб показати самовдоволену політкоректність інших фільмів [його жанру]. Він відмовляється грати безпечно. І у виступах є сміливість — наприклад… те, як Річчі безстрашно пливе в ризикований матеріал». 

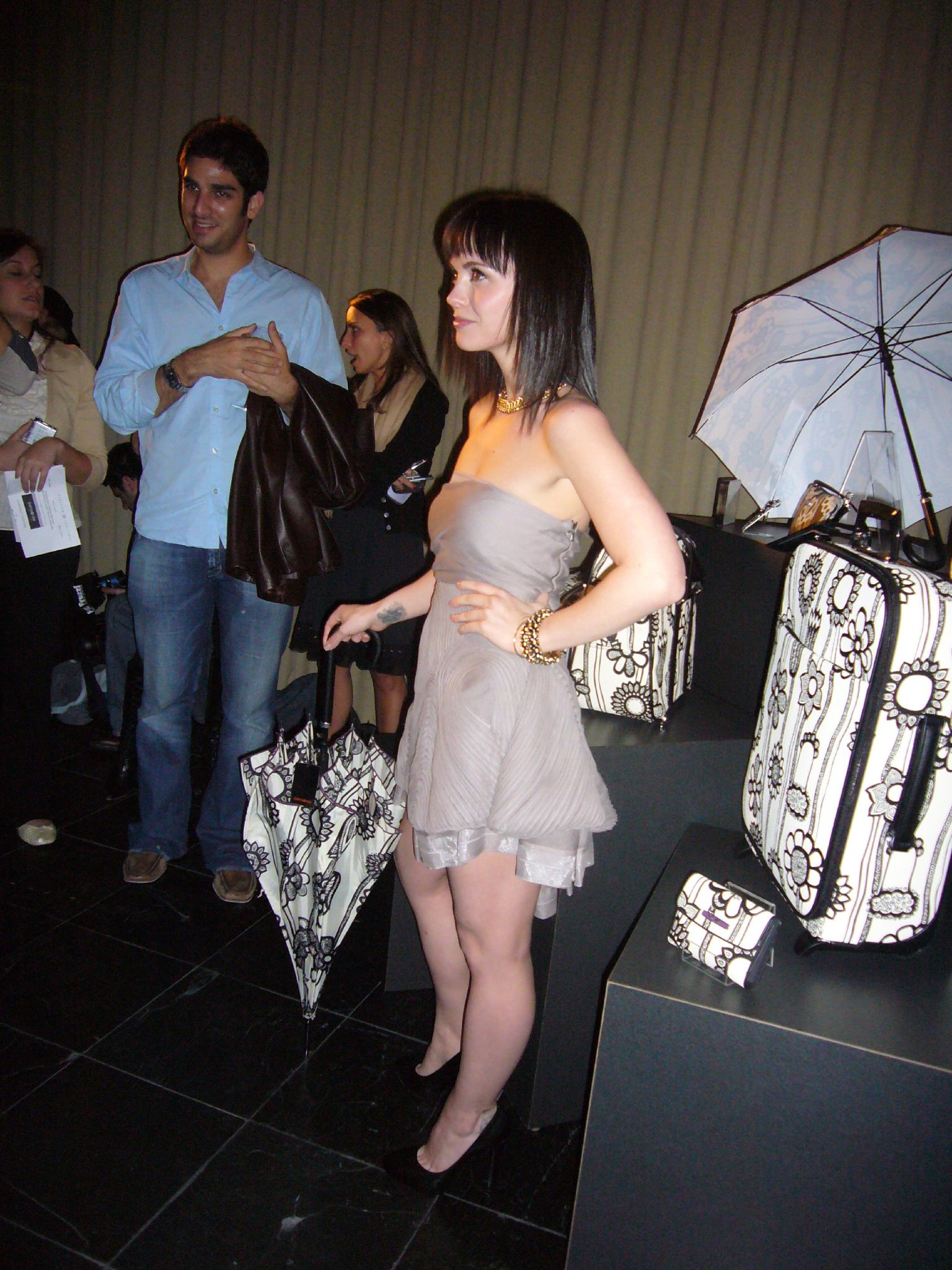
Крістіна Річчі в Gramercy Park Hotel

У 2003 році Річчі зіграла в фільмі жахів «Місто проклятих». Вона взяв на себе роль юної хворої на амнезію дівчини, який пішки мандрувала Англією. Далі Річчі знялася разом з Шарліз Терон в біографічній кримінальній драмі «Монстр». Персонаж Річчі — Селбі Волл — була вигаданою версією Тірії Мур, реального партнера серійної вбивці Ейлін Ворнос. Фільм зняла Петті Дженкінс, він отримав схвальні відгуки після виходу, причому більшість критиків звернули свою увагу на Терон, яка згодом отримала премію «Оскар» за роль Вуорнос. Вона визнала Річчі під час своєї промови, назвавши її «неоспіваним героєм фільму». Про гру Річчі Роджер Еберт сказав:
[Вона] знаходить правильну ноту для Селбі Волл — настільки правильну, що деякі критики помилково прийняли її за погану акторську гру, хоча насправді це піднесена акторська гра в зображенні поганого актора. Вона грає Селбі в ролі безглуздої, тупої, безглуздої, щохвилини вловлює сигнали, вибудовуючи свою поведінку з уявлень, запозичених із поганих фільмів, старих пісень і барних романів. Селбі, мабуть, уперше зайшла в гей-бар лише кілька тижнів тому і відчайдушно вивчала, щоб зрозуміти, як себе представити. Селбі та Ейлін часто намагаються імпровізувати наступний рядок, який, на їхню думку, інший хоче почути.

### 2005—2017: робота в кіно, на телебаченні та в театрі
У 2005 році Річчі заспівала пісню «Hell Yes» з альбому «Guero» американського співака і автора пісень Beck. Того ж року вона виступила хедлайнером у фільмі жахів Веса Крейвена «Перевертні», який здобув невелику популярність через свою складну історію виробництва. Наступного року Річчі зіграла фельдшера у двох епізодах «Анатомії Грея», за що була номінована на премію «Еммі» в категорії «Найкраща запрошена акторка в драматичному серіалі». Потім вона зіграла головну героїню в фільмі «Пенелопа», що був заснований на «легендах про жінок зі свинячим обличчям».
Роль німфоманки Рей у драмі 2006 року «Стогін чорної змії» з Семюелем Л. Джексоном, була особливо добре сприйнята критиками. Крістіна значно схудла, під час підготовки до цих знімань, щоб її героїня виглядала «нездоровою». Фільм був визнаний суперечливим через «темні» теми, які він підіймав, але критики відзначили, що Річчі справила незабутнє враження; Натан Лі для Film Comment описала її гру як «безстрашну, конкретну та неймовірно віддану», додавши: «Вона є центральною точкою гучного, зухвалого, охоплюючого бачення [режисера] Брюера». Річчі вдруге знявся разом з Джексоном в іншому фільмі 2006 року «Домівка хоробрих», у драматичному сюжеті розповідається про життя чотирьох солдатів в Іраку та їхнє повернення до США.
Річчі зіграла дівчину у фільмі «Спіді Гонщик», адаптації однойменної японської манги та аніме. Фільм Вачовскі отримав неоднозначні відгуки після виходу в прокат і був визнаний фінансово провальним; проте з тих пір деякі критики переоцінили його і нарекли шедевром. Того ж року вона зіграла разом з Орландо Блумом у драмі-антології «Нью-Йорку, я люблю тебе».
У 2009 році Річчі з'явилася в трьох епізодах серіалу «Врятувати Грейс» на TNT. Протягом другого сезону вона зіграла роль детектива, який об'єднався з головною героїнею Холлі Хантер. Того ж року вона знялася разом з Ліамом Нісоном у психологічному трилері «Життя за гранню». Далі Річчі дебютувала на Бродвеї у п'єсі Дональда Маргуліса «Час зупиняється» з Лаурою Лінні. Її перший публічний виступ відбувся 23 вересня 2010 року в театрі Корт. Хоча вона зізналася, що страждала від сильного страху сцени під час чотиримісячного показу шоу. The New York Times описала її образ Менді як «впевнений» і «привабливий».
Річчі зіграла добродушну офіціантку в комедії Адама Сендлера «Бакі Ларсон: народжений, щоб бути зіркою». Фільм отримав хороші відгуки. Ендрю Баркер для Variety зазначив, що це «один із найдивовижніших не смішних фільмів цього чи будь-якого іншого року», але похвалив Річчі, яка, на його думку, віддала ролі «більше, ніж вона на те заслуговувала». З 2011 по 2012 рік вона грала роль стюардеси Меггі Райан у драматичному серіалі «Пан-Ам» для ABC. Події розгорталися в 1960-х роках навколо однойменної, культової авіакомпанії. Серіал отримав загалом позитивні відгуки, але через зниження кількості переглядів під час початкової серії з 14 епізодів продюсери вирішили не випускати другий сезон. У квітні 2012 року Річчі повернувся на сцену, зігравши Гермію у небродвейській постановці «Сон літньої ночі».
Далі Річчі перейняла британський акцент, коли вона з'явилася в образі безладної молодої домогосподарки у фільмі «Любий друг», який був заснований на однойменному французькому романі.
 — Річчі про те, що їй подобається в ролі певних персонажів
У 2014 році Річчі зіграла головну героїню у фільмі «Ліззі Борден узяла сокиру», він розповідає про життя Борден, яку судили та виправдали у вбивстві її батька й мачухи в 1892 році. Вона повторила цю роль у 2015 році для восьмисерійного телесеріалу «Хроніки Ліззі Борден», який отримав загалом позитивні відгуки; Джейн Борден з Vanity Fair назвала це «грайливою, злою цукеркою для мозку», додавши, що «Річчі була народжена, щоб зіграти вбивцю з сокирою 19-го століття». Ніл Гензлінгер для The New York Times описав Річчі як «радісну та безжалісну». Річчі отримала номінацію на премію Гільдії кіноакторів 2016 року за найкращу роль актриси в міні-серіалі.

У 2016 році Річчі зіграла в драмі «Дочки-матері», де вона зіграла разом з Шерон Стоун та Сюзан Сарандон. Її наступним проєктом став мінісеріал від Prime Video «Z: Початок усього», який представляв художню версію життя американської світської левиці Зельди Фіцджеральд (яку і зіграла Річчі). Також вона продюсувала серіал. Пізніше вона зізналася: «Я можу сказати вам, що з мого досвіду я ніколи не отримувала таку роль і ніколи б не отримала… Мене просто не бачать таким чином. Є категорії, на які потрапляють люди… і я ніколи не була романтичною лідеркою. Загалом, ви не можете змусити п'ятьох людей у кімнаті погодитися, що я повинна бути романтичним прикладом. Я могла би переконати одну людину, але завжди є більше ніж одна людина, чия думка має значення». Метт Фагерхолм для RogerEbert.com сказав про виступ Річчі:
Кілька викликів, з якими стикаються діти-актори, є більш складними, ніж здатність піднятися над передчасним підбором… Річчі [згодом] досягла успіху… проте [вона] залишається значною мірою недооціненою акторкою… Хороша новина про [цей серіал] полягає в тому, що він, можливо, [її] найкраща демонстрація з часів 2003 року у фільмі «Монстр», де її чудова робота була нижчою за роботу [колеги по ній] Шарліз Терон. Хоча в цьому серіалі Річчі також представлено як менш відому половину сумнозвісної пари, цього разу актриса отримує головну роль, і вона береться за це з неймовірним запалом.

### 2018–сьогодення: продовження кар'єри та «Шершні»
У психологічному трилері 2018 року «Контроль» Річчі знялася разом із Джоном К'юсаком. Річчі виконувала роль жінки, яка страждає на біполярний розлад. Фільм був неоднозначно сприйнятий критиками, хоча гру Річчі називали ключовим моментом. Її наступними кінопроєктами були «Матриця: Воскресіння», в якому вона знову об'єдналася з Вачовскі, щоб зіграти колегу Томаса Андерсона (Кіану Рівз), і надприродний трилер «Жахливий», де вона зіграла роль матері, яка намагається захистити свого сина від злих сил у Каліфорнії 1950-х років. У своєму огляді Screen Rant сказав про Річчі: «Ключ до успіху цього фільму лежить на [її] плечах… Вона може грати в милий химерний спосіб життя жінки 50-х, а потім випустити пронизливий крик страху та жаху це може присоромити більшість королев крику. Але її природним даром є здатність діяти очима; один погляд, легке посмикування чи мертвий погляд передають почуття та ситуацію [її героїні] більше, ніж будь-який твір діалогів у сценарії. З цією метою „Жахливий“ блискуче використовує [свої] таланти».
За роль Місті Квіглі в серіалі «Шершні» Річчі була в чергове, номінована на премію «Еммі». Цього разу, як найкраща актриса другого плану в драматичному серіалі, який отримав схвальні відгуки.
У березні 2022 року було оголошено, що Річчі з'явиться у серіалі Netflix «Венздей», режисером якого виступив Тім Бертон. Цей серіал переповідає шкільні роки Венздей Аддамс, яку Річчі грала раніше в 1990-х роках. Цього разу Крістіна зіграла Мерилін Торнхілл, викладачку ботаніки в академії «Невермор». Розповідаючи про свою участь у проєкті, вона зазначала: «Я знала, що буде порівняння між старими фільмами про сімейку Аддамсів та «Венздей». Це природна реакція. Буде виникати запитання «хто був кращою Венздей», але дати відповідь на нього нереально. Мені сподобалося бути Венздей. Я дуже пишаюся цією роллю... про я також вважаю, що Дженна Ортеґа теж була фантастичною. Вона така смілива, така крута. Зараз це її роль.». Серіал отримав схвалення критиків і значний успіх під час прем'єри в листопаді 2022 року.
У серпні 2023 року Річчі з'явилась в музичному кліпі «Demons» американської реперки та співачки Doja Cat, де вона зіграла роль переляканої домовласниці, чию спальню переслідує «Доджа Диявол» із кігтями.

## Особисте життя
—Річчі про тиск дорослішання, 2014
Річчі відкрито розповіла про свою минулу боротьбу з тривожністю та анорексією.
На її тілі вісім татуювань: лев на правій лопатці (відсилання до «Лев, Біла Відьма та шафа», її улюбленої історії дитинства); фігура Едварда Горі на внутрішній стороні її правого зап'ястка; пара рук, що моляться, на лівому стегні (спочатку це татуювання було кажаном); ім'я «Джек» на її правому стегні; горобець на правій груді; і русалка на лівій щиколотці. У неї також є напис «Рухайся або кровоточи» на лівій стороні грудної клітки, а також букет запашного горошку на попереку.

### Стосунки та сім'я
У 2008 році Річчі почала зустрічатися з коміком та актором Оуеном Бенджаміном після того, як вони познайомилися на зйомках фільму «У коханні дозволено все». Вони заручилися в березні 2009 року, але розірвали заручини через два місяці.
У лютому 2013 року Річчі оголосила про свої заручини з Джеймсом Гердегеном, з яким вона познайомилася під час роботи над серіалом «Пан-Ам».  Вони одружилися 26 жовтня 2013 року на Мангеттені. У них є син, який народився в серпні 2014 року. 2 липня 2020 року Річчі подала на розлучення після майже семи років шлюбу. У своїй заяві на розлучення Річчі заявила, що вона піддавалася «жорстокому фізичному та емоційному насильству» з боку Гердегена і що «багато з цих актів насильства» відбувалися на очах у їхнього сина. Департамент поліції Лос-Анджелеса раніше реагував на дзвінок у будинок Річчі та Гердегенів у Вудленд-Хіллс 25 червня 2020 року. Гердеген не було заарештовано. За день до того, як вона подала заяву на розлучення, Річчі видали захисний припис проти Гердеген. Припис забороняв будь-які контакти між подружжям. У січні 2021 року Річчі був виданий заборонний припис проти Гердегена у зв'язку з домашнім насильством. У квітні 2021 року Річчі отримала повну опіку над їхнім сином, а Гердеген отримав право на побачення.

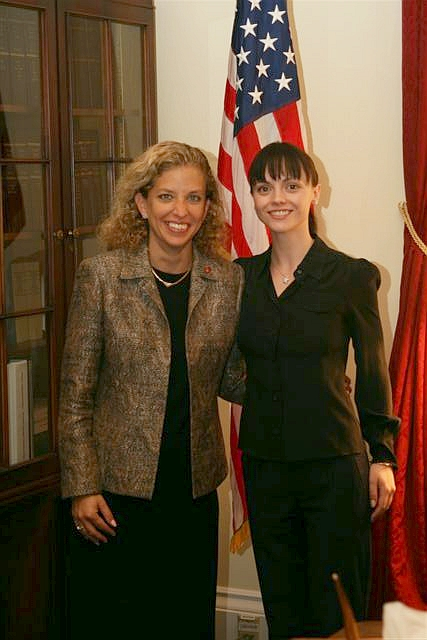
Річчі з членкинею Конгресу США Деббі Вассерман Шульц, 2007 рік

У серпні 2021 року Річчі та її хлопець, перукар Марк Гемптон, оголосили, що вона вагітна другою дитиною. Через два місяці, 9 жовтня, Річчі оголосила про свій шлюб із Гемптоном. У них є спільна дитина — донька, яка народилась в грудні 2021 року.

### Активізм
З 25 квітня 2007 року Річчі є національним представником організації Національної мережі протидії зґвалтуванням, насильству та інцесту. У 2009 році вона написала статтю для The Huffington Post, де розповіла про те, як її робота з організацією вплинула на неї: «[Жертви] розповідають мені про боротьбу, з якою вони стикаються щодня, — сказала вона, — і про перешкоди, які їм доводиться долати».
У 2006 році, за носіння хутра північного оленя для обкладинки W, PETA включила Річчі до свого списку «найгірше одягнених». Після цієї ситуації Річчі оголосила, що вона взагалі припинить носити хутро тварин. У відповідь PETA видалила її зі списку.

## Фільмографія

### Фільми
| Рік  | Фільм                                    | Оригінальна назва                         | Роль                            | Примітки               |
| ---- | ---------------------------------------- | ----------------------------------------- | ------------------------------- | ---------------------- |
| 1990 | Русалки                                  | Mermaids                                  | Кейті Флекс                     |                        |
| 1991 | Напролом                                 | The Hard Way                              | Бонні                           |                        |
| 1991 | Сімейка Адамсів                          | The Addams Family                         | Венсді Адамс (Wednesday Addams) |                        |
| 1993 | Кладовищний клуб                         | The Cemetery Club                         | Джессіка                        |                        |
| 1993 | Моральні цінності сімейки Адамсів        | Addams Family Values                      | Венсді Адамс (Wednesday Addams) |                        |
| 1995 | Каспер                                   | Casper                                    | Кетлін «Кет» Гарві              |                        |
| 1995 | Зараз і тоді                             | Now and Then                              | Юна Роберта Мартін              |                        |
| 1995 | Золотошукачі: Таємниця Ведмежої гори     | Gold Diggers: The Secret of Bear Mountain | Бет Істон                       |                        |
| 1996 | Виродок з Кароліни                       | Bastard Out of Carolina                   | Ді Ді                           |                        |
| 1996 | Останній з великих королів               | The Last of the High Kings                | Ерін                            |                        |
| 1997 | Червоний капелюшок                       | Little Red Riding Hood                    | Червоний капелюшок              | короткометражний фільм |
| 1997 | Ця драна кішка                           | That Darn Cat                             | Патті Рендалл                   |                        |
| 1997 | Крижаний шторм                           | The Ice Storm                             | Венді Гуд                       |                        |
| 1998 | Баффало-66                               | Buffalo '66                               | Лейла                           |                        |
| 1998 | Страх і огида в Лас-Вегасі               | Fear and Loathing in Las Vegas            | Люсі                            |                        |
| 1998 | Протилежність сексу                      | The Opposite of Sex                       | Діді Труїтт                     |                        |
| 1998 | Солдатики                                | Small Soldiers                            | Гвенді Долл                     | голос                  |
| 1998 | Пекер                                    | Pecker                                    | Шеллі                           |                        |
| 1998 | Пустельна туга                           | Desert Blue                               | Елі Джексон                     |                        |
| 1998 | Я прокинувся рано в день моєї смерті     | I Woke Up Early The Day I Died            | Юна повія                       |                        |
| 1999 | 200 цигарок                              | 200 Cigarettes                            | Вел                             |                        |
| 1999 | Вільних місць немає                      | No Vacancy                                | Ліліан                          |                        |
| 1999 | Сонна лощина                             | Sleepy Hollow                             | Катріна Ван Тассел              |                        |
| 2000 | Благослови дитя                          | Bless the Child                           | Чері Пост                       |                        |
| 2000 | Людина, яка плакала                      | The Man Who Cried                         | Сюзі                            |                        |
| 2001 | Хлопець хоч куди                         | All Over the Guy                          | Рейна Вайкоф                    |                        |
| 2001 | Нація прозаку                            | Prozac Nation                             | Елізабет Вурцель                |                        |
| 2002 | Місто проклятих                          | The Gathering                             | Кессі Ґрант                     |                        |
| 2002 | Гарбуз                                   | Pumpkin                                   | Керолін МакДаффі                |                        |
| 2002 | Міранда                                  | Miranda                                   | Міранда                         |                        |
| 2003 | Ще дещо                                  | Anything Else                             | Аманда                          |                        |
| 2003 | Монстр                                   | Monster                                   | Селбі                           |                        |
| 2003 | Я люблю твою роботу                      | I Love Your Work                          | Шейна                           |                        |
| 2005 | Перевертні                               | Cursed                                    | Еллі                            |                        |
| 2006 | Стогін чорної змії                       | Black Snake Moan                          | Рей                             |                        |
| 2006 | Домівка хоробрих                         | Home of the Brave                         | Сара Сківіно                    |                        |
| 2006 | Пенелопа                                 | Penelope                                  | Пенелопа Вілгерн                |                        |
| 2008 | Спіді Гонщик                             | Speed Racer                               | Тріксі                          |                        |
| 2008 | Нью-Йорку, я люблю тебе                  | New York, I Love You                      | Камілла                         |                        |
| 2009 | Життя за гранню                          | After.Life                                | Анна Тейлор                     |                        |
| 2009 | У коханні дозволено все                  | All's Faire in Love                       | Кейт                            |                        |
| 2010 | Каліфорнійський романс                   | California Romanza                        | Лєна                            | короткометражний фільм |
| 2010 | Альфа і Омега: Зубата братва             | Alpha and Omega                           | Лілі                            | мультфільм (голос)     |
| 2011 | Бакі Ларсон: народжений, щоб бути зіркою | Bucky Larson: Born to Be a Star           | Кеті МакҐі                      |                        |
| 2012 | Війна квітів                             | War Flowers                               | Сарабетт Елліс                  |                        |
| 2012 | Любий друг                               | Bel Ami                                   | Клотильда де Марелль            |                        |
| 2013 | Смурфики 2                               | The Smurfs 2                              | Дражнилка                       | мультфільм, голос      |
| 2013 | Навколо кварталу                         | Around the Block                          | Діно Чалмерз                    |                        |
| 2014 | Герой кольорового міста                  | The Hero of Color City                    | Жовтий                          | мультфільм, голос      |
| 2016 | Дочки-матері                             | Mothers and Daughters                     | Ребекка                         |                        |
| 2017 | Юні Титани: Контракт Іуди                | Teen Titans: The Judas Contract           | Терра                           | мультфільм, голос      |
| 2018 | Контроль                                 | Distorted                                 | Лорен Каррен                    |                        |
| 2020 | 10 побачень                              | 10 Things We Should Do Before We Break Up | Ебігейл                         |                        |
| 2020 | Персі                                    | Percy                                     | Ребекка Селков                  |                        |
| 2021 | Матриця: Воскресіння                     | The Matrix Resurrections                  | Ґвін де Вер                     |                        |
| 2022 | Жахливий                                 | Monstrous                                 | Лаура                           |                        |
| ТВА  | Дрезденське сонце                        | The Dresden Sun                           | Доктор Дрезден Корлісс          | Пост-продакшн          |
| ТВА  | Вимкнено                                 | Unplugged                                 | Кіт / Івана Віктимн             | Голос; у виробництві   |

### Телебачення
| Рік       | Фільм                                  | Оригінальна назва                           | Роль                           | Примітки                                     |
| --------- | -------------------------------------- | ------------------------------------------- | ------------------------------ | -------------------------------------------- |
| 1990      | Допомога                               | H.E.L.P.                                    | Олівія                         | Епізод: «Ти там, Альфа Центавра?»            |
| 1996      | Сімпсони                               | The Simpsons                                | Ерін                           | мультфільм, озвучування                      |
| 1998      | Місто Буг                              | Bug City                                    | Ведуча                         |                                              |
| 1999      | Суботнього вечора в прямому ефірі      | Saturday Night Live                         | Ведуча                         |                                              |
| 2002      | Малкольм у центрі уваги                | Malcolm in the Middle                       | Келлі                          | телесеріал, 1 епізод                         |
| 2002      | Еллі Макбіл                            | Ally McBeal                                 | Ліза Бамп                      | телесеріал, 7 епізодів                       |
| 2005      | Джої                                   | Joey                                        | Мері Тереза                    | телесеріал, 1 епізод                         |
| 2006      | Анатомія Грей                          | Grey's Anatomy                              | Ганна Девіс                    | телесеріал, 2 епізоди                        |
| 2009      | Врятувати Грейс                        | Saving Grace                                | Офіцер Еббі Чарльз             | телесеріал, 3 епізоди                        |
| 2011—2012 | Пан-Ам                                 | Pan Am                                      | Меггі                          |                                              |
| 2012      | Гарна дружина                          | The Good Wife                               | Терез Додд                     | Епізод: «Анатомія жарту»                     |
| 2014      | Ліззі Борден взяла сокиру              | Lizzie Borden Took an Ax                    | Ліззі Борден                   | Телевізійний фільм                           |
| 2015      | Хроніки Ліззі Борден                   | The Lizzie Borden Chronicles                | Ліззі Борден                   | Головна роль; виконавча продюсерка; 8 серій  |
| 2017      | Z: Початок усього                      | Z: The Beginning of Everything              | Зельда Фіцджеральд             | Головна роль; виконавча продюсерка; 10 серій |
| 2019      | Втеча з божевільні: історія Неллі Блай | Escaping the Madhouse: The Nellie Bly Story | Неллі Блай                     | Телевізійний фільм                           |
| 2020      | 50 станів страху                       | 50 States of Fright                         | Бітсі                          | Епізод: «Червоний ром»                       |
| 2021      | Рік та Морті                           | Rick and Morty                              | Принцеса Поньєта               | Епізод: «Rickdependence Spray»               |
| 2021-2025 | Шершні                                 | Yellowjackets                               | Місті Квіглі                   | Головна роль                                 |
| 2022-2025 | Венздей                                | Wednesday                                   | Мерилін Торнхілл / Лорел Гейтс | Роль другого плану; 10 серій                 |

### Інші роботи

#### Музика
- 2005 рік — «Hell Yes» — Beck

#### Музичні кліпи
- 1990 рік — «The Shoop Shoop Song (It's in His Kiss)» — Шер
- 1991 рік — «Addams Groove» — MC Hammer
- 1993 рік — «Whoomp! (There It Is)» — Tag Team
- 2000 рік — «Natural Blues» — Moby
- 2023 рік — «Demons» — Doja Cat

#### Відео ігри
- 2008 рік — «The Legend of Spyro: Dawn of the Dragon»
- 2008 рік — «Speed Racer: The Videogame»

#### Аудіокниги
- 2005 рік — «Gossip Girl» — оповідачка
- 2005 рік — «Gossip Girl: You Know You Love Me» — оповідачка
- 2012 рік — «Маленькі жінки» — оповідачка

#### Подкасти зі сценарієм
- 2023 рік — «Гарлі Квінн і Джокер: Здоровий розум» роль Гарлі Квінн

## Нагороди та номінації
| Рік  | Нагорода                                        | Категорія                                               | Номінація за                           | Результат    | Прим.  |
| ---- | ----------------------------------------------- | ------------------------------------------------------- | -------------------------------------- | ------------ | ------ |
| 1990 | Young Artist Awards                             | Найкраща молода акторка другого плану                   | Русалки                                | Перемога     | [ 77 ] |
| 1991 | Fangoria Chainsaw Awards                        | Найкраща молода акторка другого плану                   | Сімейка Адамсів                        | Перемога     | [ 77 ] |
| 1992 | Асоціація кінокритиків Чикаго                   | Найперспективніша акторка                               | Сімейка Адамсів                        | Номінація    | [ 77 ] |
| 1993 | Сатурн                                          | Найперспективніша акторка                               | Сімейка Адамсів                        | Номінація    | [ 77 ] |
| 1994 | Сатурн                                          | Найкраща роль молодшої акторки                          | Моральні цінності сімейки Адамсів      | Номінація    | [ 77 ] |
| 1995 | YoungStar Awards                                | Найкраща молода акторка в комедійному фільмі            | Каспер                                 | Перемога     | [ 78 ] |
| 1995 | ShoWest Convention                              | Зірка року                                              |                                        | Перемога     | [ 77 ] |
| 1996 | Сатурн                                          | Найкраща роль молодшої акторки                          | Каспер                                 | Перемога     | [ 78 ] |
| 1997 | Online Film & Television Association            | Найкраща актриса другого плану у фільмі чи міні-серіалі | Виродок з Кароліни                     | Номінація    | [ 77 ] |
| 1998 | Chlotrudis Awards                               | Найкраща акторка другого плану                          | Крижаний шторм                         | Номінація    | [ 77 ] |
| 1998 | Національна рада кінокритиків США               | Найкраща акторка другого плану                          | Баффало-66                             | Перемога     | [ 77 ] |
| 1998 | Nickelodeon Kids' Choice Awards                 | Улюблена кіноакторка                                    | Ця драна кішка                         | Номінація    | [ 77 ] |
| 1998 | Online Film & Television Association            | Найкраща акторка другого плану                          | Крижаний шторм                         | Номінація    | [ 77 ] |
| 1998 | Seattle International Film Festival             | Найкраща акторка                                        | Протилежність сексу                    | Перемога     | [ 77 ] |
| 1998 | YoungStar Awards                                | Найкраща молода акторка в драматичному фільмі           | Крижаний шторм                         | Номінація    | [ 77 ] |
| 1998 | YoungStar Awards                                | Найкраща молода акторка в комедійному фільмі            | Протилежність сексу                    | Перемога     | [ 77 ] |
| 1999 | American Comedy Awards                          | Найсмішніша акторка у фільмі                            | Протилежність сексу                    | Номінація    | [ 77 ] |
| 1999 | Chlotrudis Awards                               | Найкраща акторка                                        | Протилежність сексу                    | Номінація    | [ 77 ] |
| 1999 | Florida Film Critics Circle                     | Найкраща акторка другого плану                          | Баффало-66                             | Перемога     | [ 77 ] |
| 1999 | Золотий глобус                                  | Найкраща акторка — комедія або мюзикл                   | Протилежність сексу                    | Номінація    | [ 79 ] |
| 1999 | Незалежний дуз                                  | Найкраща головна жіноча роль                            | Протилежність сексу                    | Номінація    | [ 77 ] |
| 1999 | Online Film & Television Association            | Найкраща акторка — комедія/мюзикл                       | Протилежність сексу                    | Перемога     | [ 77 ] |
| 1999 | Супутник                                        | Найкраща акторка                                        | Протилежність сексу                    | Перемога     | [ 77 ] |
| 1999 | Асоціація критиків Торонто                      | Найкраща акторка                                        | Протилежність сексу                    | Номінація    | [ 77 ] |
| 2000 | B-Movie Film Festival                           | Найкраща камео зі знаменитістю                          | Я прокинувся рано в день моєї смерті   | Перемога     | [ 77 ] |
| 2000 | Blockbuster Entertainment Awards                | Улюблена акторка — жахи                                 | Сонна лощина                           | Перемога     | [ 80 ] |
| 2000 | Сатурн                                          | Найкраща акторка                                        | Сонна лощина                           | Перемога     | [ 81 ] |
| 2001 | Blockbuster Entertainment Awards                | Улюблена акторка другого плану                          | Благослови дитя                        | Перемога     | [ 77 ] |
| 2002 | Teen Choice Awards                              | Найкраща акторка — комедія                              | Гарбуз                                 | Номінація    | [ 77 ] |
| 2004 | Las Vegas Film Critics Society                  | Найкраща акторка другого плану                          | Монстр                                 | Номінація    | [ 77 ] |
| 2004 | MTV Movie & TV Awards                           | Найкращий поцілунок                                     | Монстр                                 | Номінація    | [ 77 ] |
| 2006 | Online Film & Television Association            | Найкраща запрошена акторка в драматичному серіалі       | Анатомія Грей                          | Номінація    | [ 77 ] |
| 2006 | Еммі                                            | Найкраща запрошена акторка в драматичному серіалі       | Анатомія Грей                          | Номінація    | [ 82 ] |
| 2008 | Teen Choice Awards                              | Найкраща акторка — бойовик/пригоди                      | Спіді Гонщик                           | Номінація    | [ 77 ] |
| 2016 | Премія Гільдії кіноакторів                      | Найкраща жіноча роль у мінісеріалі або телефільмі       | Хроніки Ліззі Борден                   | Номінація    | [ 77 ] |
| 2020 | Women's Image Network Awards                    | Найкраща акторка — створено для телефільму/мінісеріалу  | Втеча з божевільні: історія Неллі Блай | Номінація    | [ 77 ] |
| 2022 | Dorian Awards                                   | Найкраща допоміжна телепрограма                         | Шершні                                 | Номінація    | [ 77 ] |
| 2022 | Fantaspoa International Fantastic Film Festival | Найкраща акторка                                        | Жахливий                               | Перемога     | [ 83 ] |
| 2022 | Gold Derby Awards                               | Акторка другого плану — драма                           | Шершні                                 | Номінація    | [ 77 ] |
| 2022 | Голлівудська асоціація критиків                 | Найкраща акторка другого плану в серіалі — драма        | Шершні                                 | Номінація    | [ 77 ] |
| 2022 | Online Film & Television Association            | Найкраща акторка другого плану в серіалі — драма        | Шершні                                 | Номінація    | [ 77 ] |
| 2022 | Еммі                                            | Найкраща акторка другого плану в серіалі — драма        | Шершні                                 | Номінація    | [ 84 ] |
| 2023 | Critics' Choice Super Awards                    | Найкраща акторка в серіалі жахів                        | Венздей                                | Номінація    | [ 85 ] |
| 2023 | MTV Movie & TV Awards                           | Найкращий виступ у шоу                                  | Шершні                                 | Номінація    | [ 77 ] |
| 2023 | Голлівудська асоціація критиків                 | Найкраща акторка другого плану в серіалі — драма        | Шершні                                 | В очікуванні | [ 86 ] |
| 2023 | Голлівудська асоціація критиків                 | Найкраща акторка другого плану в серіалі — комедія      | Венздей                                | В очікуванні | [ 86 ] |